# صحراء جولستان

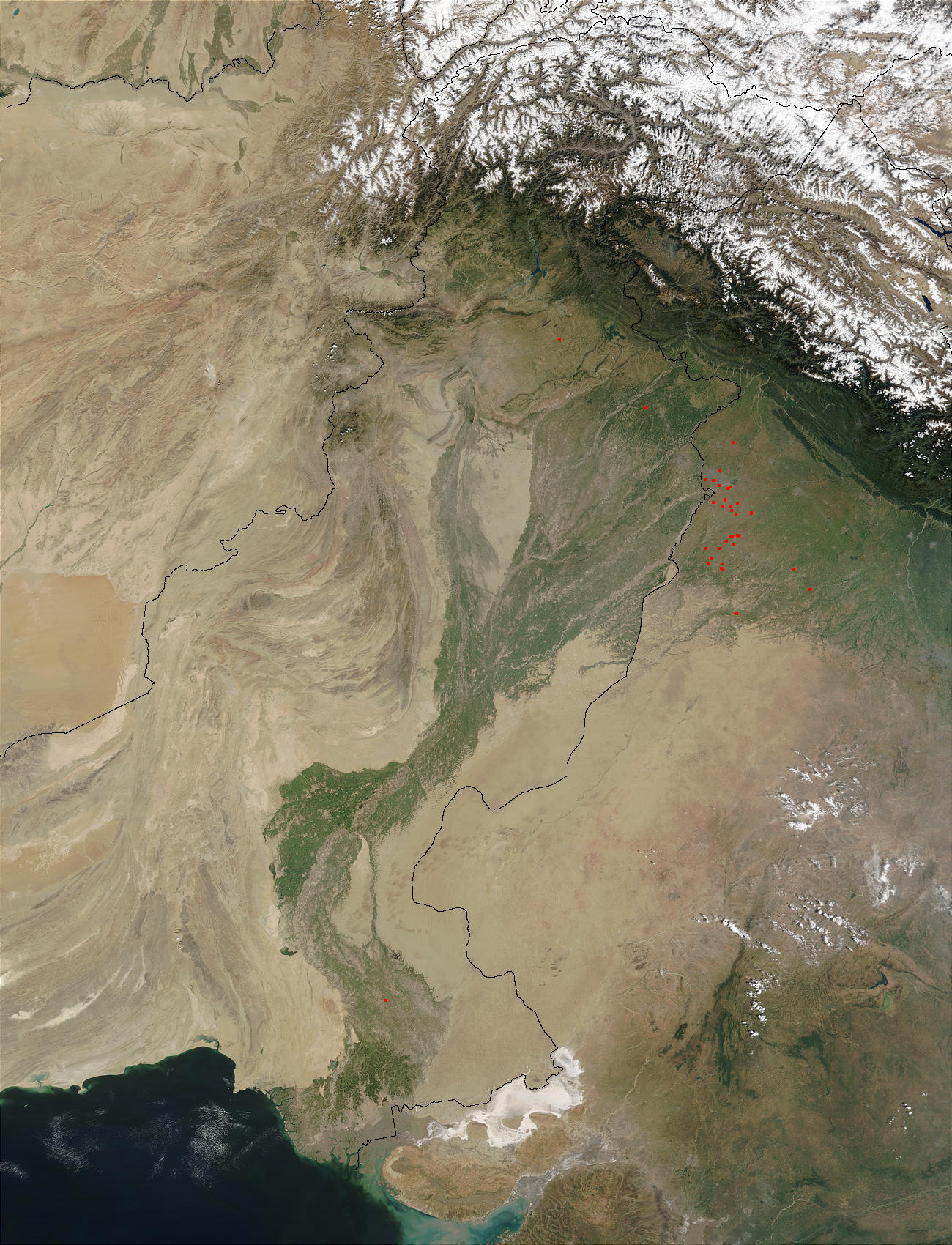
صحراء جولستان

صحراء جولستان (بالإنجليزية:Cholistan Desert) تعرف محليا باسم روحي، تمتد على بعد 30 كيلومترا من باهاوالبور والبنجاب في باكستان، وتغطي مساحة 26,300 كيلومتر مربع، تقع بمحاذاة صحراء ثار، تمتد الصحراء أيضا إلى ان تصل إلى السند وإلى الهند.
كلمة جولستان هي كلمة مشتقة من كلمة (chol)التركية، وهي تعني الصحراء وبالتالي فمعنى الكلمة هي أرض الصحراء، يعيش شعب جولستان في صحراء جولستان حياة شبه بدوية حيث ينتقلون من مكان إلى آخر بحثا عن الماء والكلأ لمواشيهم، كما يمر بالصحراء نهر هاكرا الباكستاني، كما تزخر الصحراء بوجود العديد من المستوطنات من حضارات وادي السند التي قامت على أرجائها.

## حصون فيها
تحتوي صحراء جولستان على الكثير من الحصون والقلاع ونها :
- حصن ديراور
- حصن ماروت